# Kevin Regan
Kevin Barry Regan (* 25. Juli 1984 in Boston, Massachusetts) ist ein ehemaliger US-amerikanischer Eishockeytorwart, der zuletzt bei den Fife Flyers in der Elite Ice Hockey League unter Vertrag stand.

## Karriere
Kevin Regan wurde bereits als High-School-Spieler im NHL Entry Draft 2003 in der neunten Runde als insgesamt 277. Spieler von den Boston Bruins ausgewählt. Zunächst spielte er jedoch eine Spielzeit lang für die Waterloo Black Hawks aus der United States Hockey League sowie vier Jahre lang für die Mannschaft der University of New Hampshire.
Gegen Ende der Saison 2007/08 gab der Schlussmann sein Debüt im professionellen Eishockey, als er in einem Spiel für die Providence Bruins, das Farmteam Bostons, in der American Hockey League auf dem Eis stand. Dabei siegte die Mannschaft in einem Shootout. In der folgenden Spielzeit spielte Regan sowohl für Providence in der AHL, als auch für die Gwinnett Gladiators und Alaska Aces in der ECHL. Im Juli 2010 wechselte er zum HC Valpellice aus der italienischen Serie A1. Für die Saison 2012/13 wurde der US-Amerikaner von den Wichita Thunder aus der Central Hockey League verpflichtet. Seine aktive Karriere ließ er von 2013 bis 2015 bei den Fife Flyers mit Spielbetrieb in der Elite Ice Hockey League ausklingen.

## Erfolge und Auszeichnungen
- 2004 Clark-Cup-Gewinn mit den Waterloo Black Hawks
- 2005 Hockey East All-Rookie Team
- 2008 NCAA East First All-American Team
- 2008 Hockey East First All-Star Team
- 2008 Hockey East Spieler des Jahres
- 2008 NCAA New England Most Valuable Player
- 2008 Walter Brown Award